# بورلادینگن
شهر بورلادینگن در ایالت بادن-وورتمبرگ در کشور آلمان واقع شده است.